# اكتشاف واستكشاف النظام الشمسي

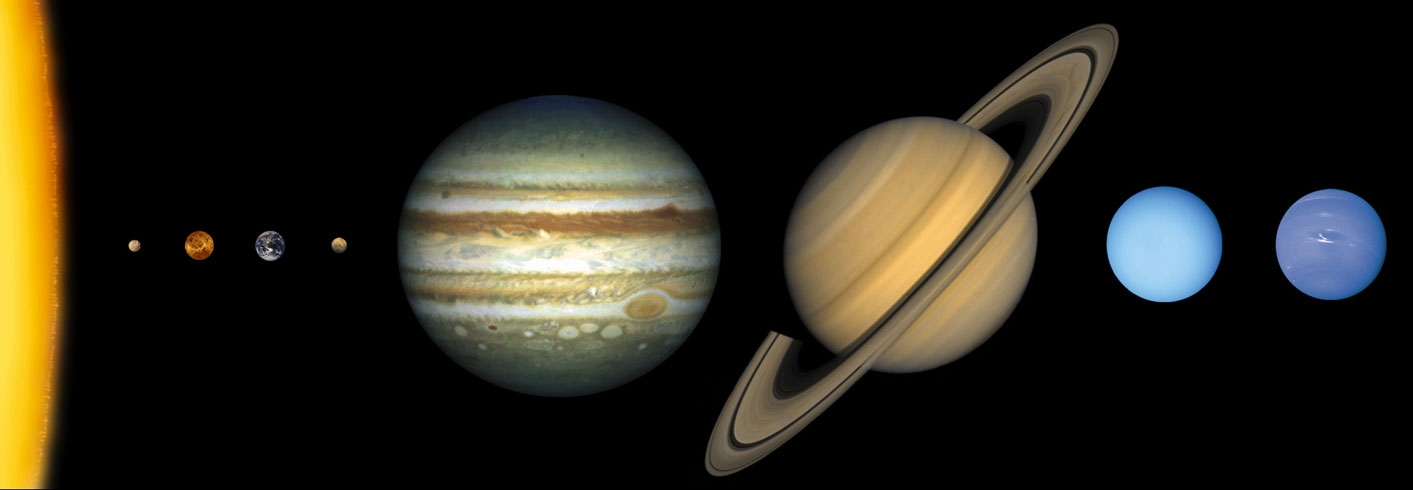
الشمس وكواكب المجموعة الشمسية ماعدا بلوتو.

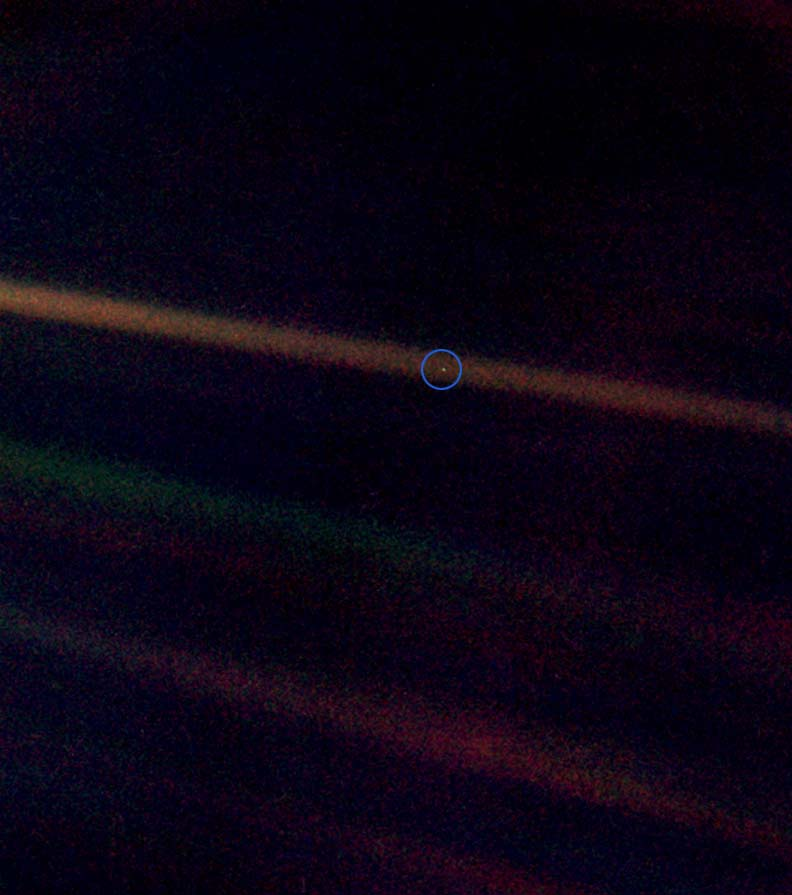
صورة الأرض (المحاطه بالدائرة) أخذت من فوياجر 1 الفضائي، على بعد 6.4 مليار كيلومتر (4 مليار ميل). شرائط الضوء هي حيود للأشعة الشمسية. سميت هذه الصورة بالنقطة الزرقاء الباهتة والتي أسمى الفلكي الأمريكي كارل ساغان كتابه على اسم هذه الصورة.

إهتم الإنسان منذ قديم الأزل بدراسة الفلك بشكل عام واكتشاف واستكشاف النظام الشمسي بشكل خاص. فلم تخلو حضارة منذ تاريخ البشرية من دراسة علوم الفلك فبداية من اليونانين القدماء والفراعنة المصريين والرومان مرورا بالعرب والحضارة الإسلامية إلى عصور النهضة والعصر الحديث فقد إهتموا بمراقبة وتحليل الظواهر الكونية ومدارات الأرض والشمس والقمر والكواكب الرئيسية أيضا مثل عطارد، الزهرة، المريخ، المشترى، زحل، أورانوس، نيبتون، بلوتو. بما في ذلك أصغر الأجسام الكونية كالمذنبات والكويكبات والغبار الكوني.
إن المجموعة الشمسية- النظام الشمسي بالكواكب والأقمار والكويكبات- هي الفناء الكوني للبشرية. وعلى الرغم من أن المسافات بين الكواكب وبعضها صغيرة جدا إذا ما قورنت بالمسافة بين النجوم إلا أنه تم التغلب على تلك المشكلة باستخدام التكنولوجيا الحديثة.
وكالة ناسا

## التاريخ

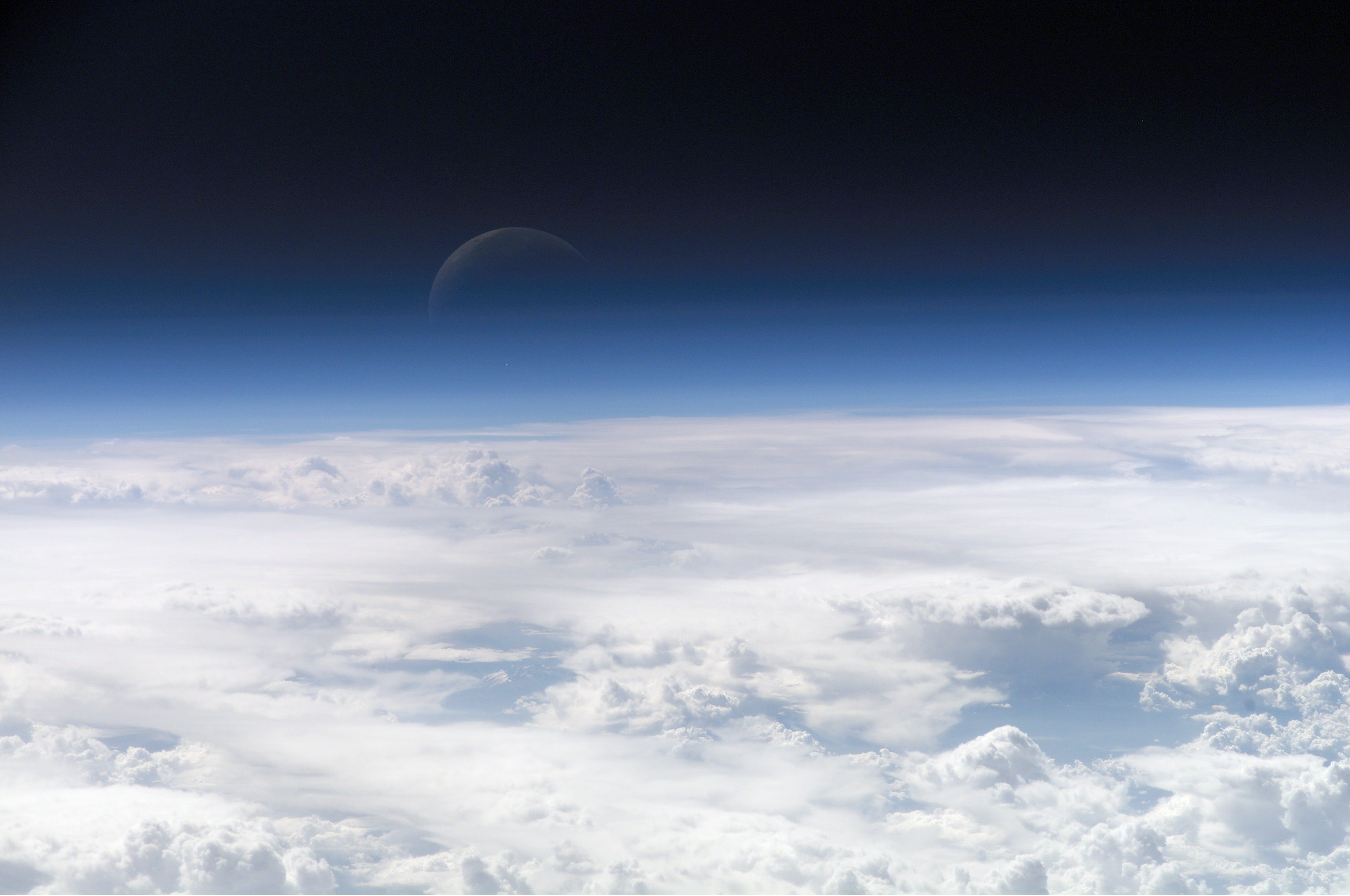
الغلاف الجوي للأرض

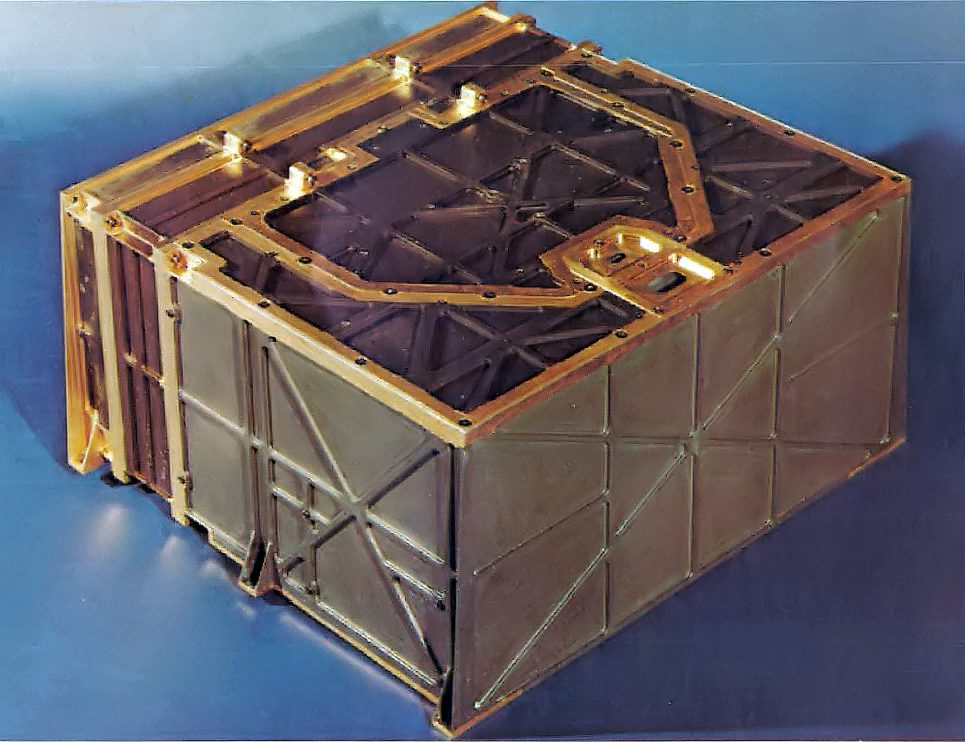
محلل الأشعة البلازمي الخاص ب الفضاء بيونير 11

لبضع آلاف سنة، لم تعرف العديد من الحضارات- بالطبع مع وجود إستثناءات- لم تعرف وجود النظام الشمسي. فقد كانوا يعتقدون أن الأرض ثابته عند مركز الكون كما رفضوا فكرة الخلق الإلهي للكون أو أثير ينتقل في السماء. على الرغم من أن الفيلسوف اليوناني القديم أرسطوخس من ساموس تكهن بوجود نظام شمسي. إلا أن نيكولاس كوبرنيكوس هو أول من قام بإنشاء نظرية رياضية للنظام الشمسي. بيننا قام خلفاءه في القرن السابع عشر من بعده من أمثال غاليليو غاليلي، يوهانس كيبلر وإسحاق نيوتن بتطوير فهم حديث للفيزياء أدى إلى قبول تدريجي لفكرة أن الأرض تدور حول الشمس، وأن الكواكب تحكمها نفس القوانين الفيزيائية التي تحكم كوكب الأرض.
في الآونة الأخيرة، بدأ علماء الفلك بدراسة الظواهر الجيولوجية مثل الجبال والفوهات[ ؟ ] والظواهر الجوية الموسمية مثل الغيوم، العواصف الترابية والقمم الجليدية على الكواكب الأخرى.

## ملاحظات تلسكوبية

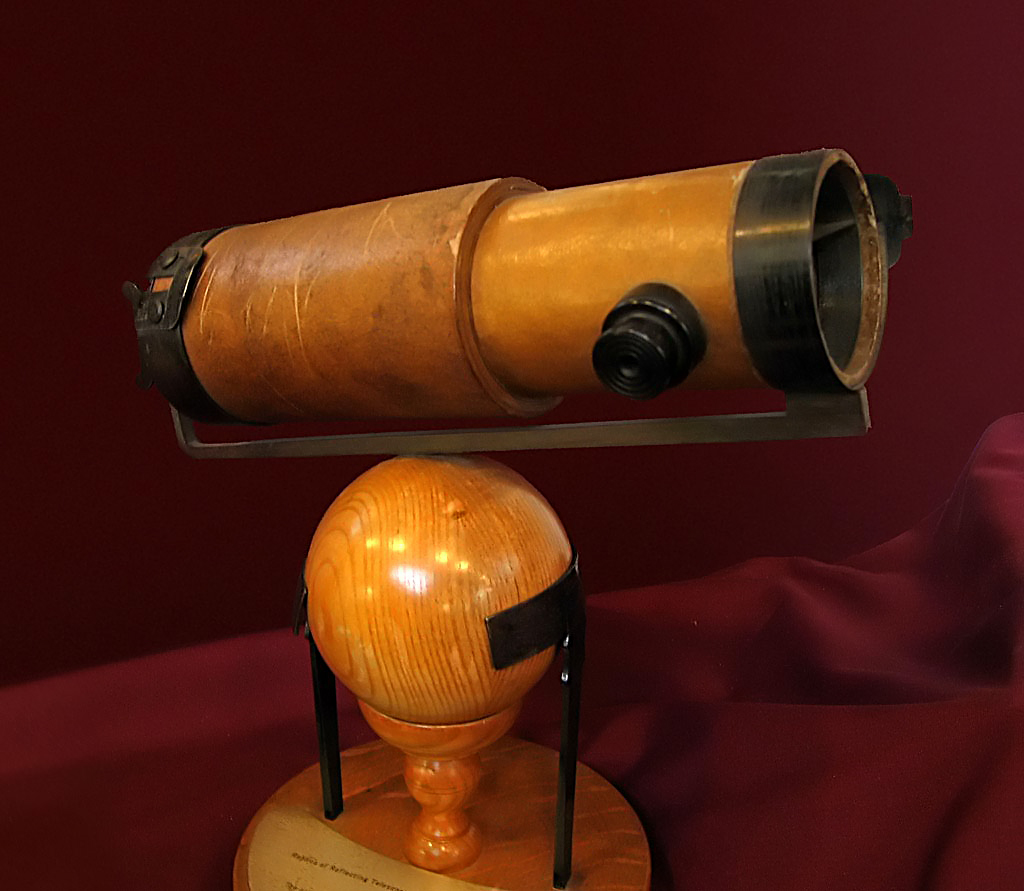
نموذج مصغر لتلسكوب.

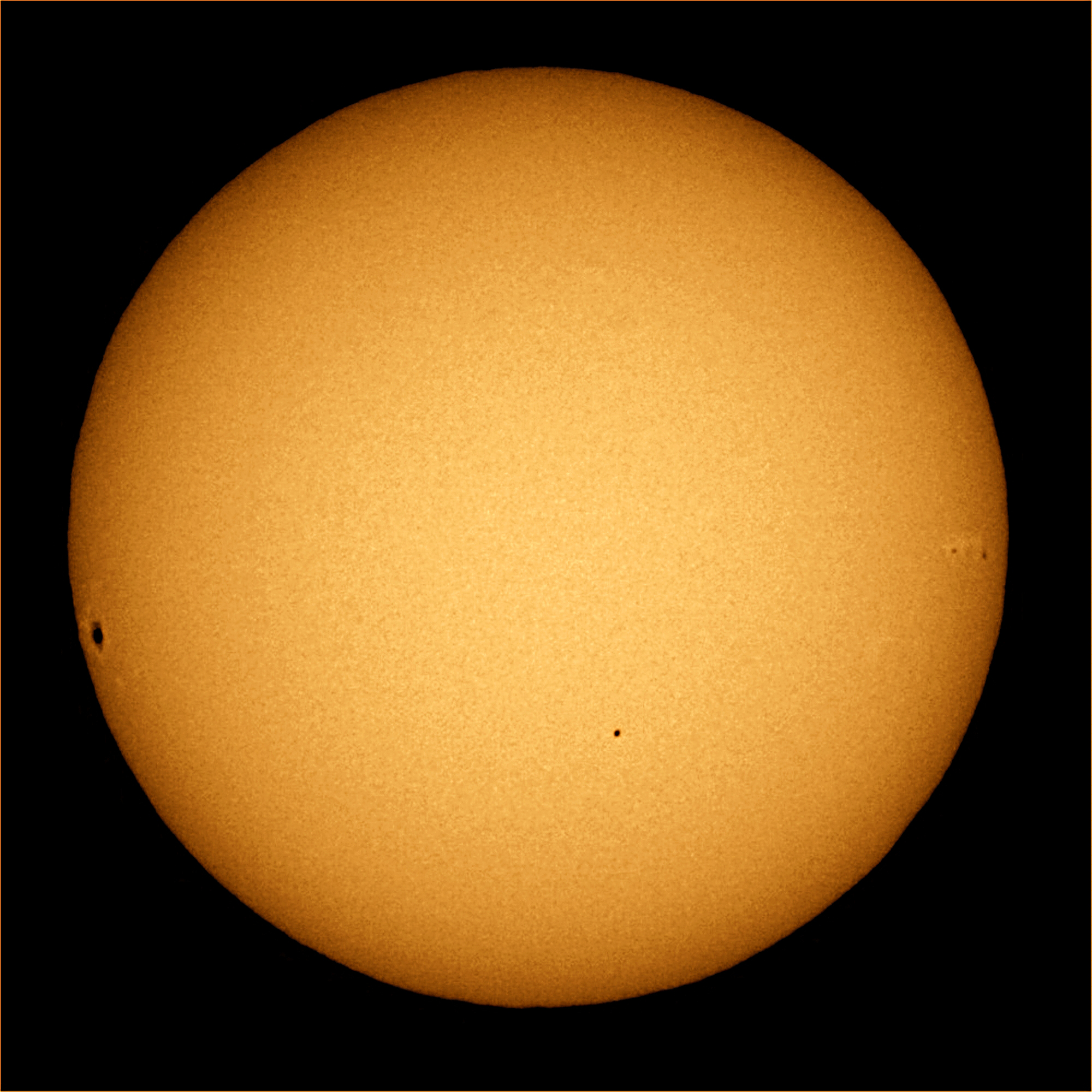
صورة فوتوغرافية للشمس من أحد التلسكويات بعد إجراء الفلاتر اللازمة للصورة، يمكن أن نرى في الصورة سواد الأطراف والكلفات الشمسية بوضوح. كما يظهر كوكب عطارد في النص الأسفل من الصورة

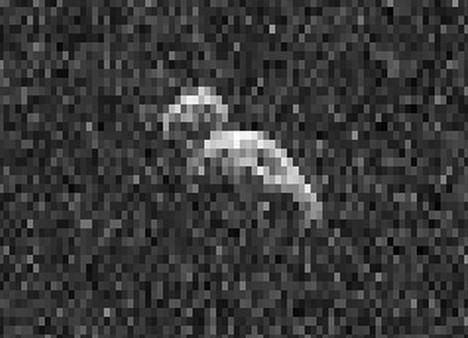
صورة رادارية لكويكب ((388188) 2006 DP14)، كويكب مر من أمام الأرض في أوائل شهر فبراير عام 2014

## الملاحظات من المركبات الفضائية

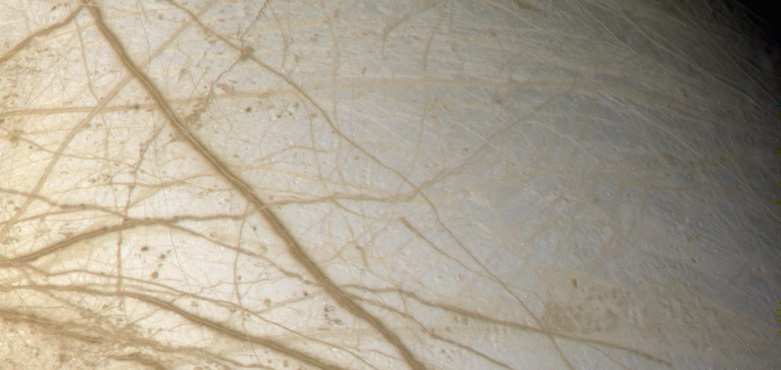
صورة من جاليلو الفضائي

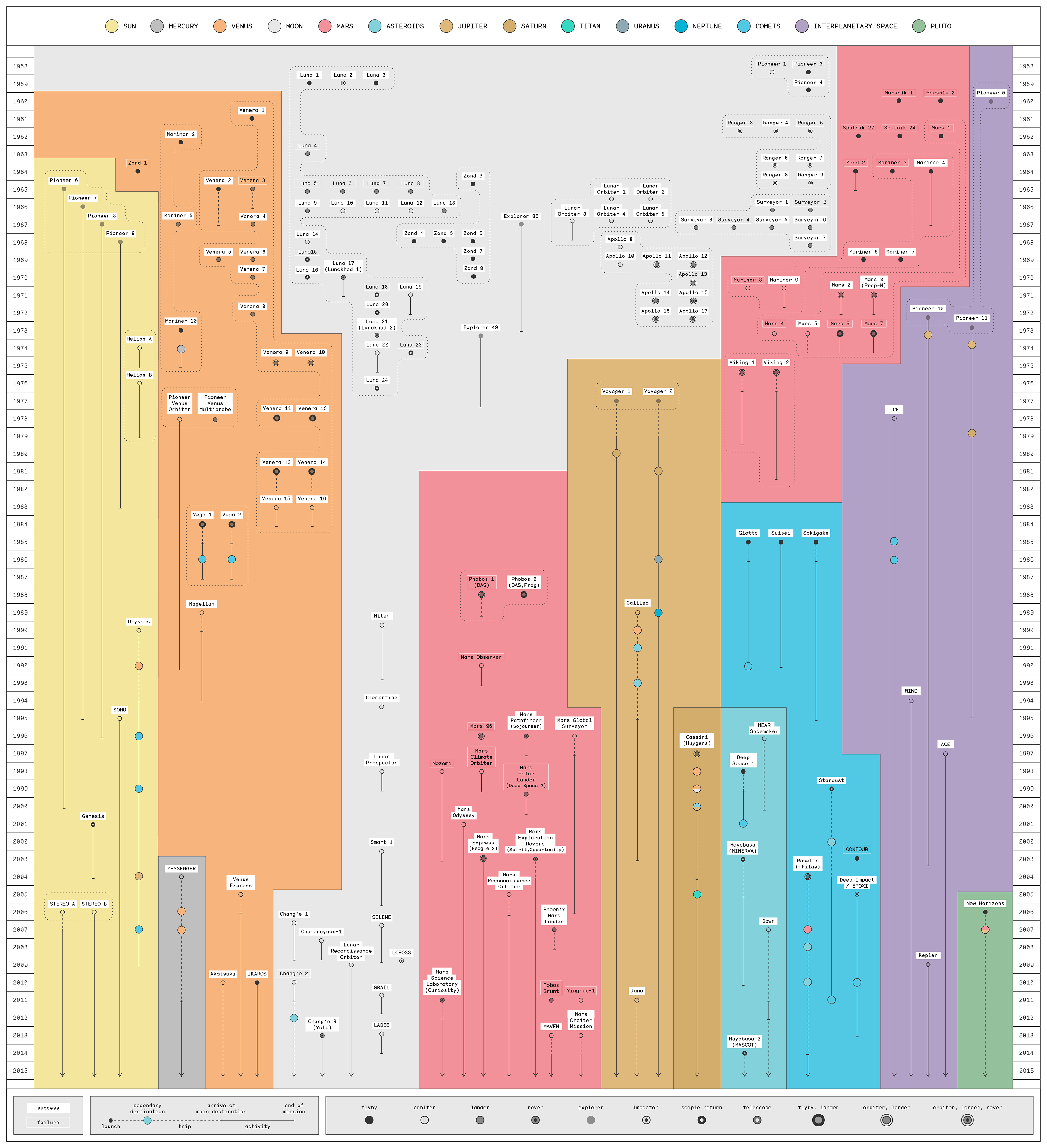
مخطط زمني لاستكشاف النظام الشمسي.

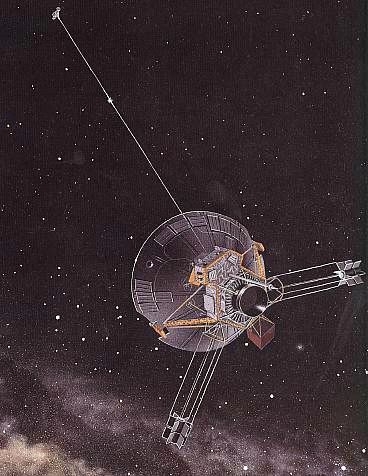
تخيل فنان لمشكل المسبار الفضائي بيونير 10، والذي تخطى كوكب بلوتو في عام 1983. كان آخر إستقبال للبث في يناير 2003، على بعد 82 وحدة فلكية. يبعد المسبار البالغ من العمر 45 عن الشمس بسرعة 43,400 كيلومتر/ (27000 ميل/) في حالة عدم إصطدامها بأي جسم فضائي.

### الأقمار، الروفرز، مراكب الإنزال

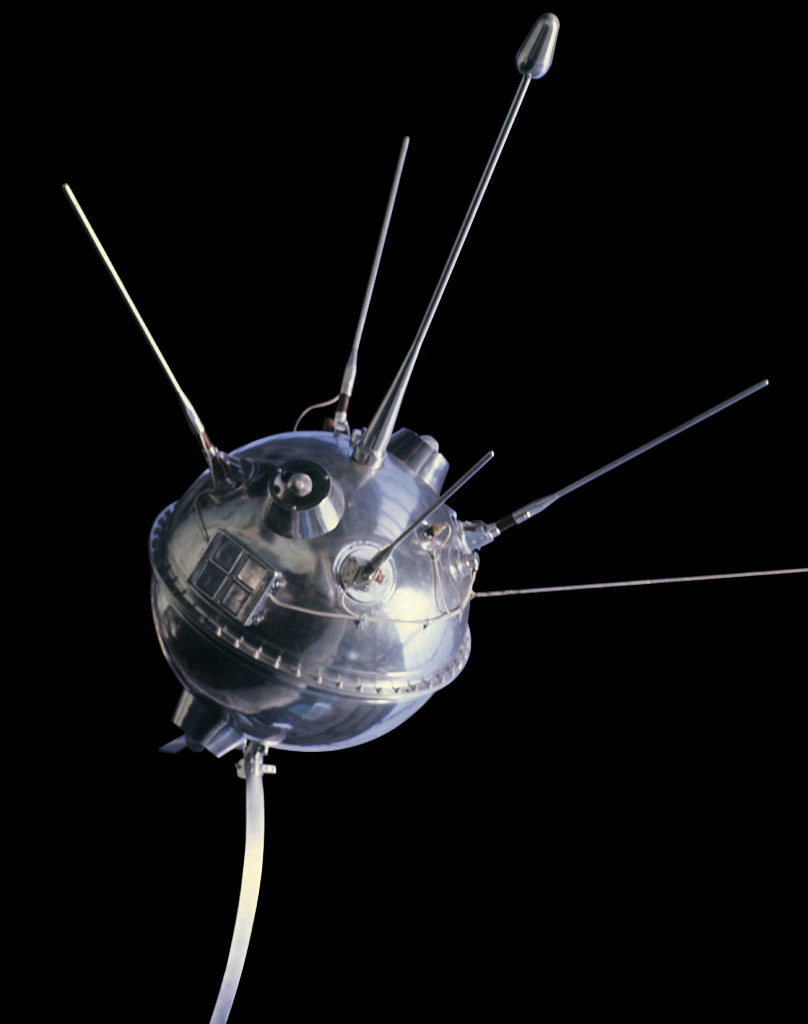
لونا 1 أول مركبة تأخذ مدار الشمسي المركز.
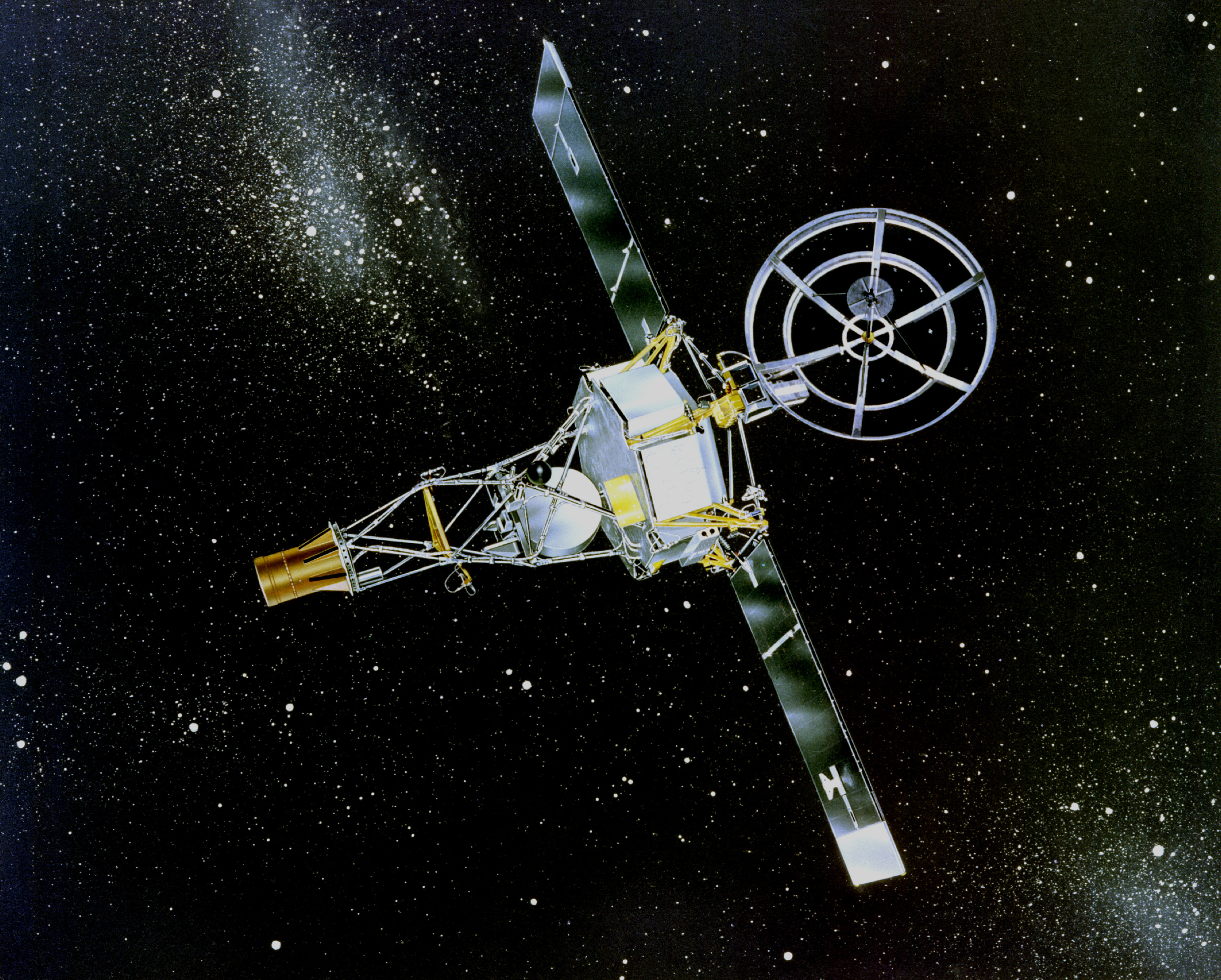
مارينر 2
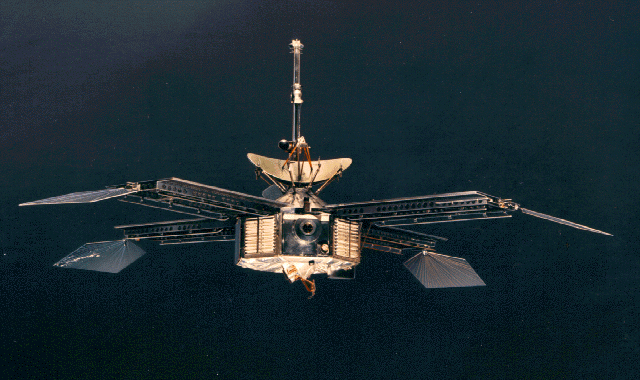
مارينر 4
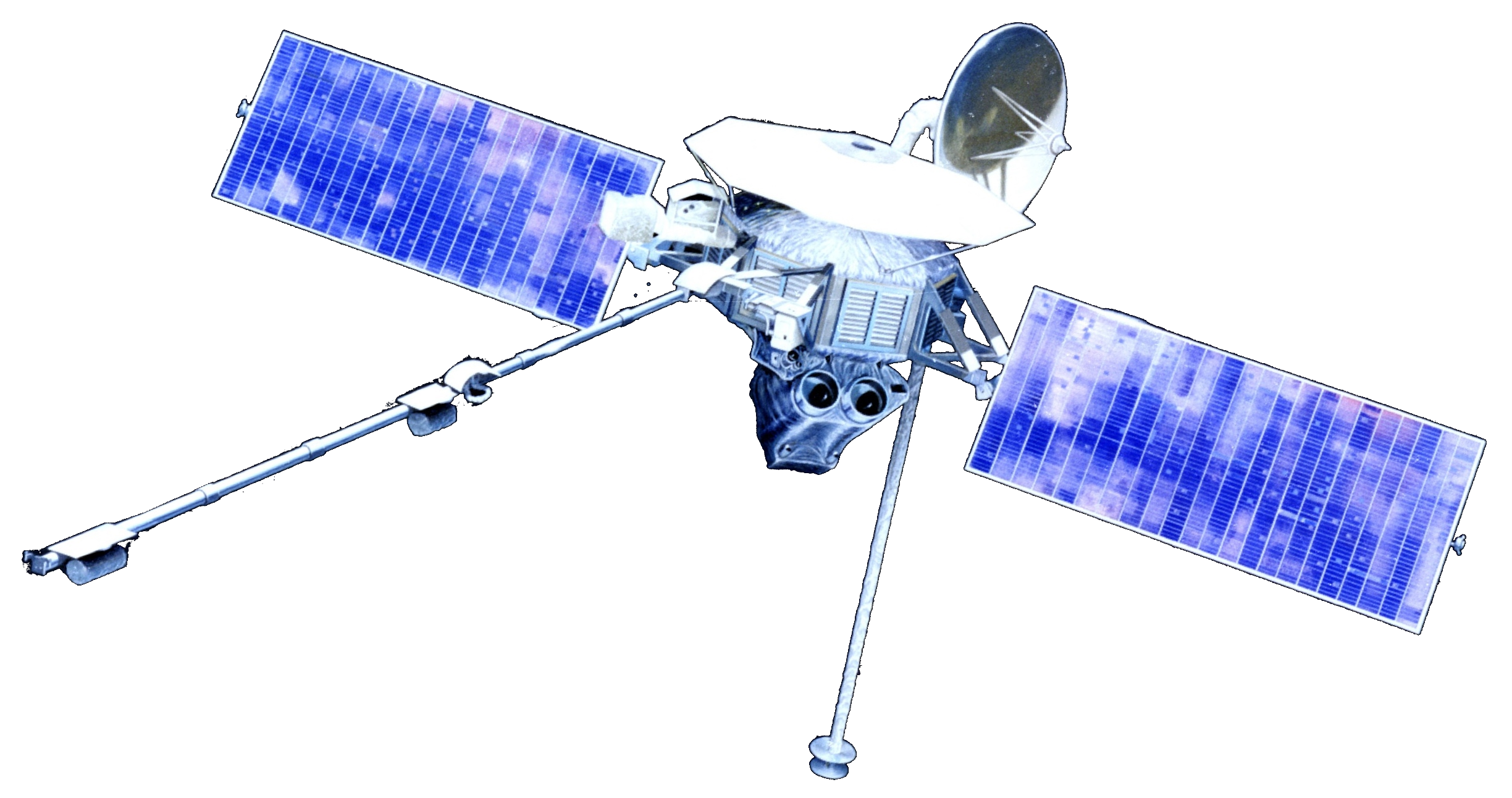
مارينر 10
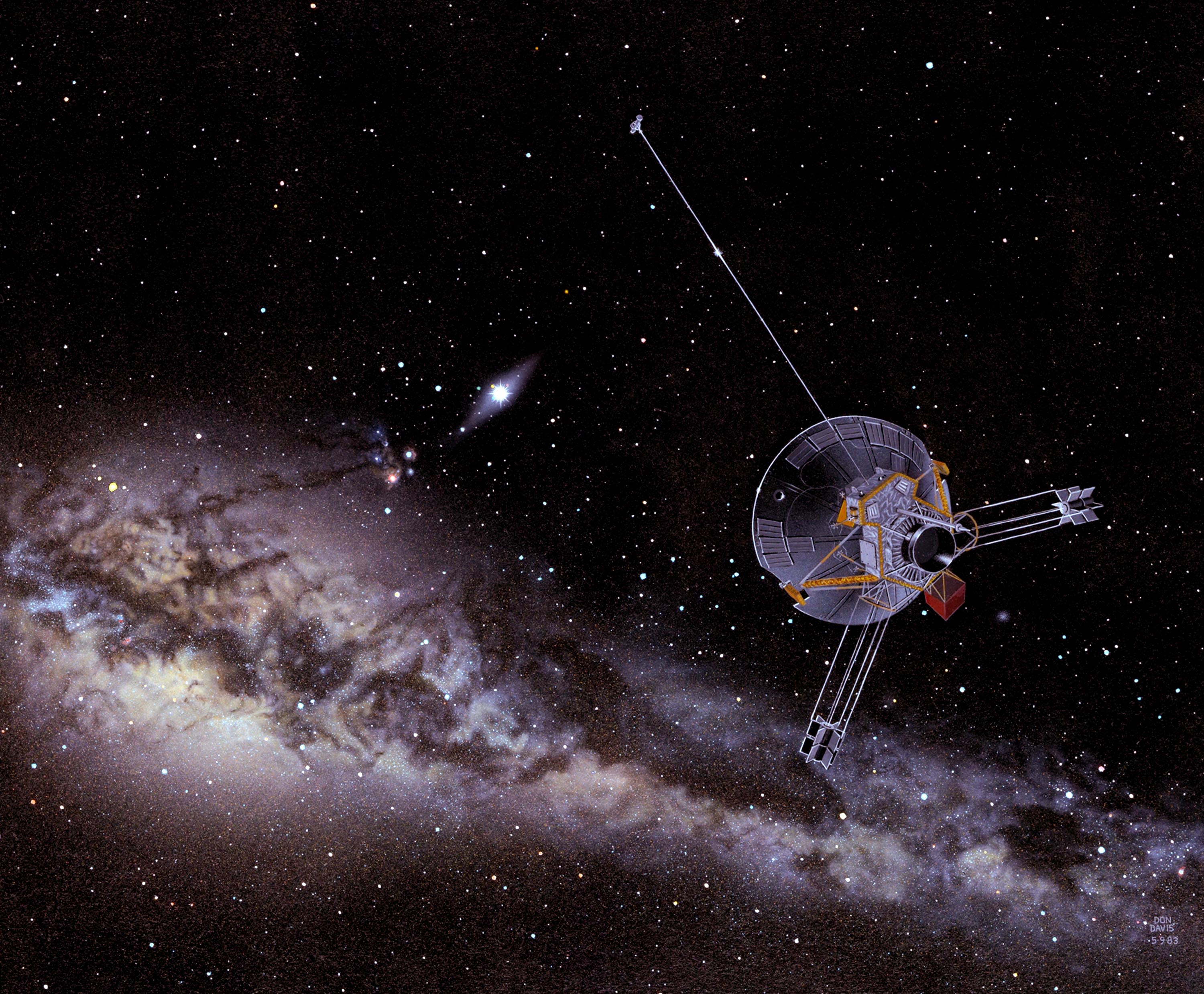
بيونير 11
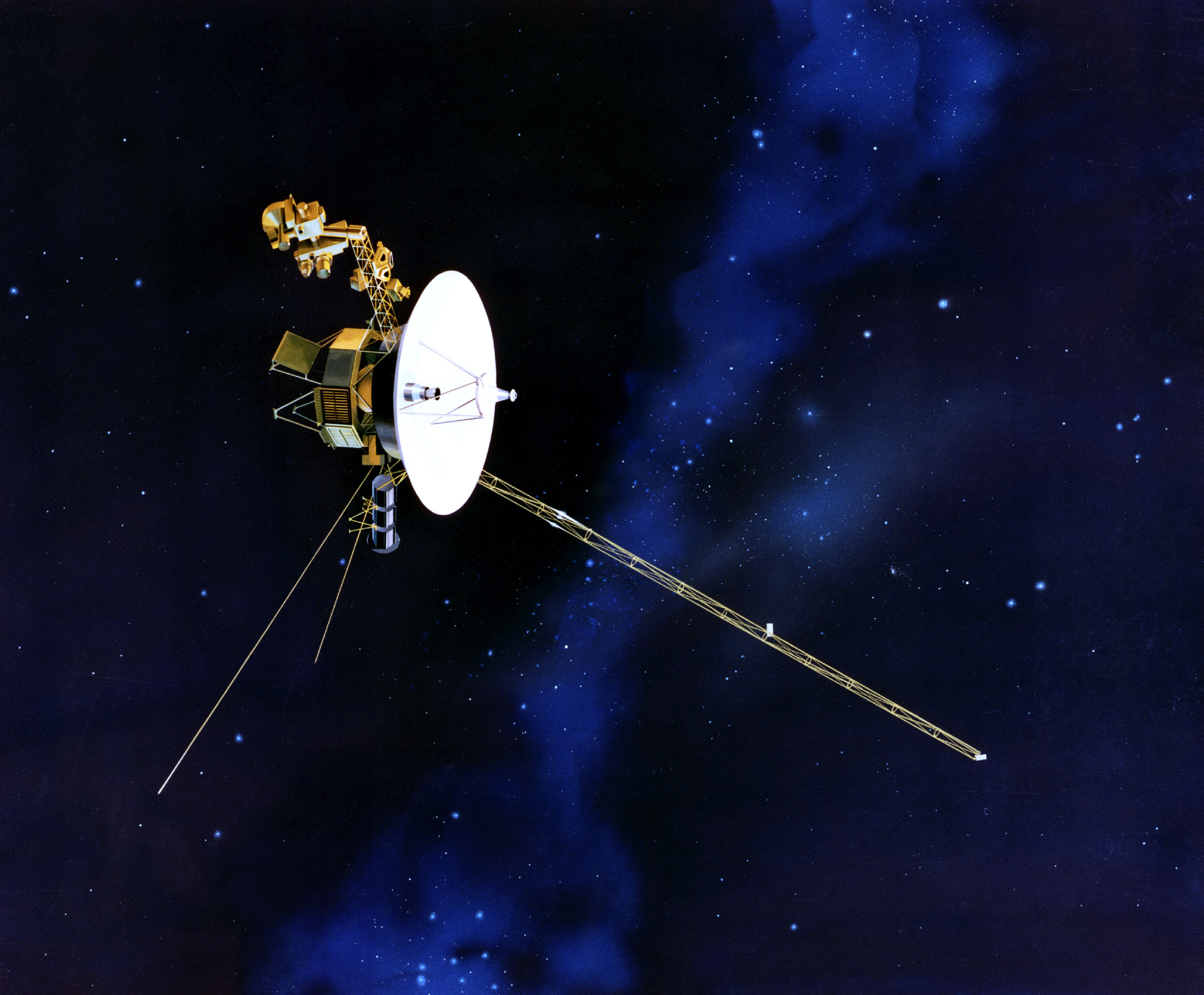
فوياجر 2
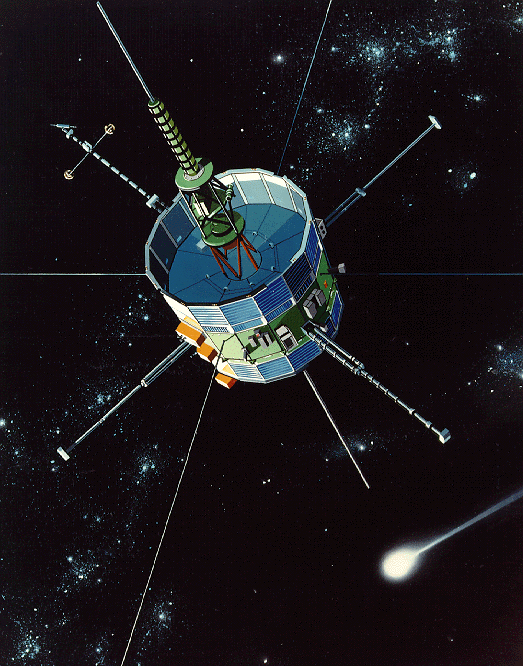
مستكشف ICE
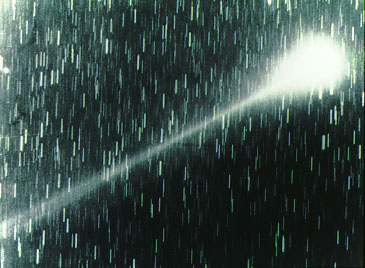
مذنب جياكوبيني – زنير. تم تصويرة لأول مرة من مستكشف ICE.
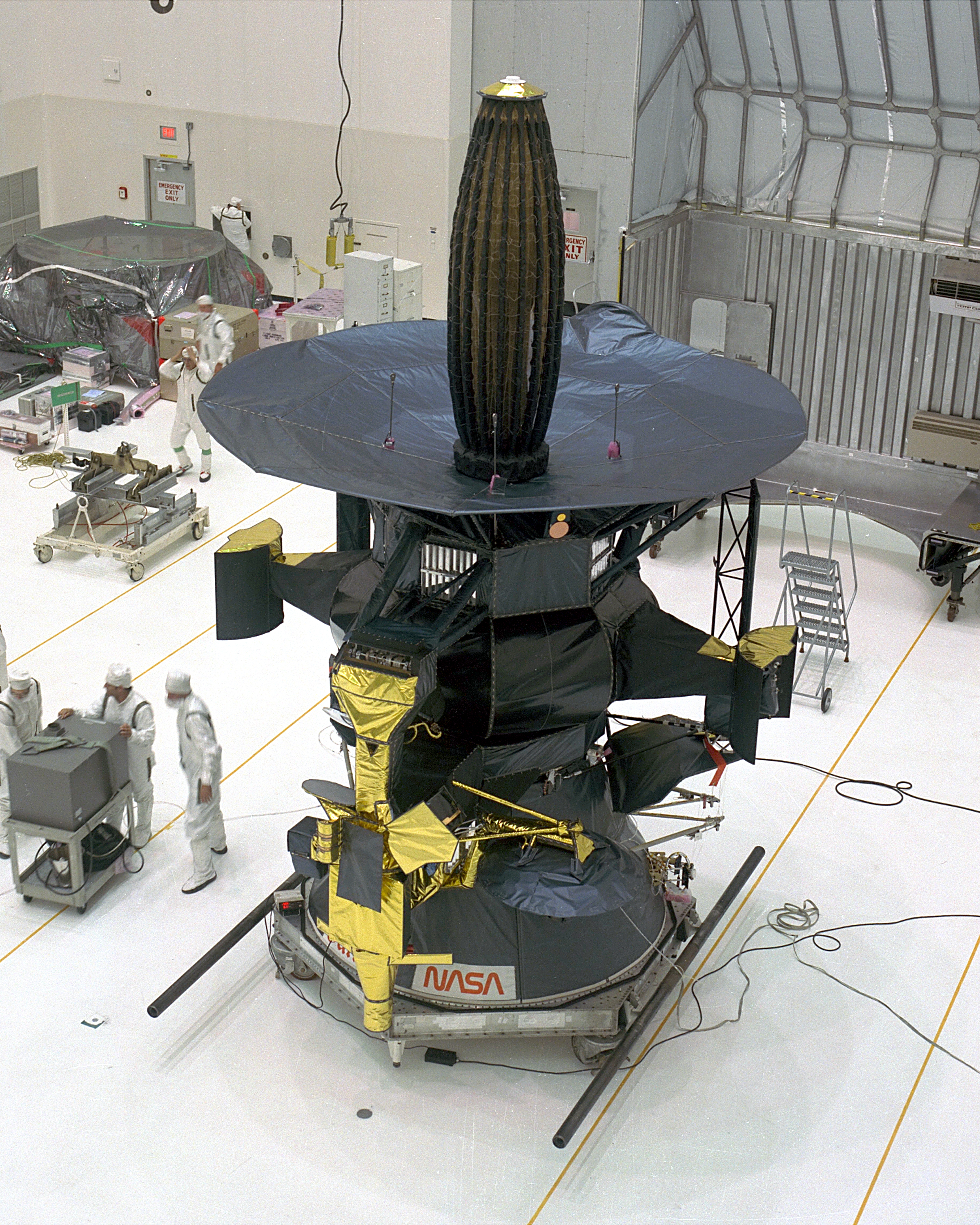
غاليليو في 3 أغسطس 1989
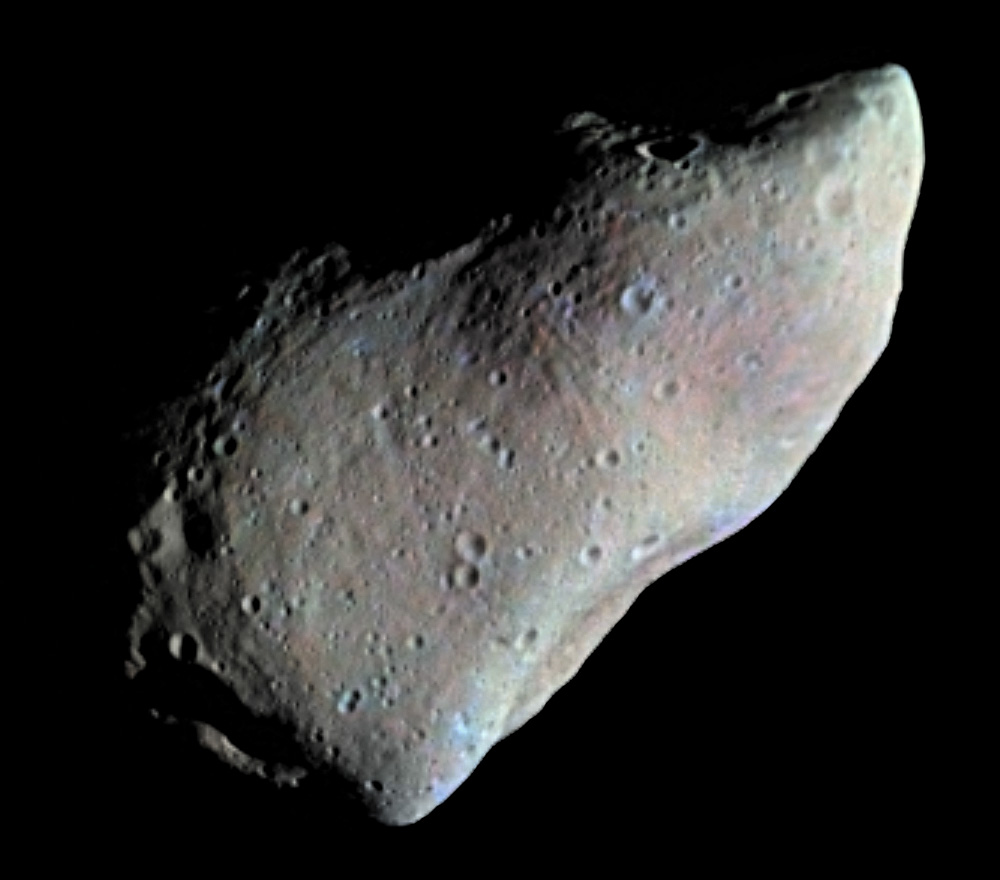
كويكب كاسبرا 951
صور من تحليق مسبار غاليليو، تبدأ قبل 5.4 ساعة من أقرب اقتراب وتبين دوران إيدا 243
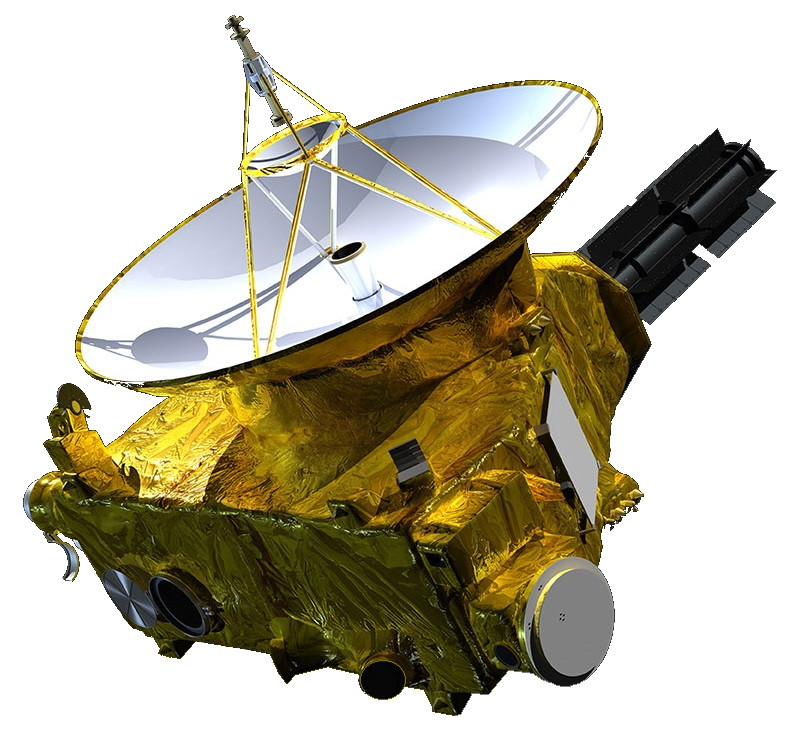
مسبار نيو هورايزونز الفضائي المرسل لاكتشاف حزام كويبر، والذي وصل إلى بلوتو في يوليو 2015.
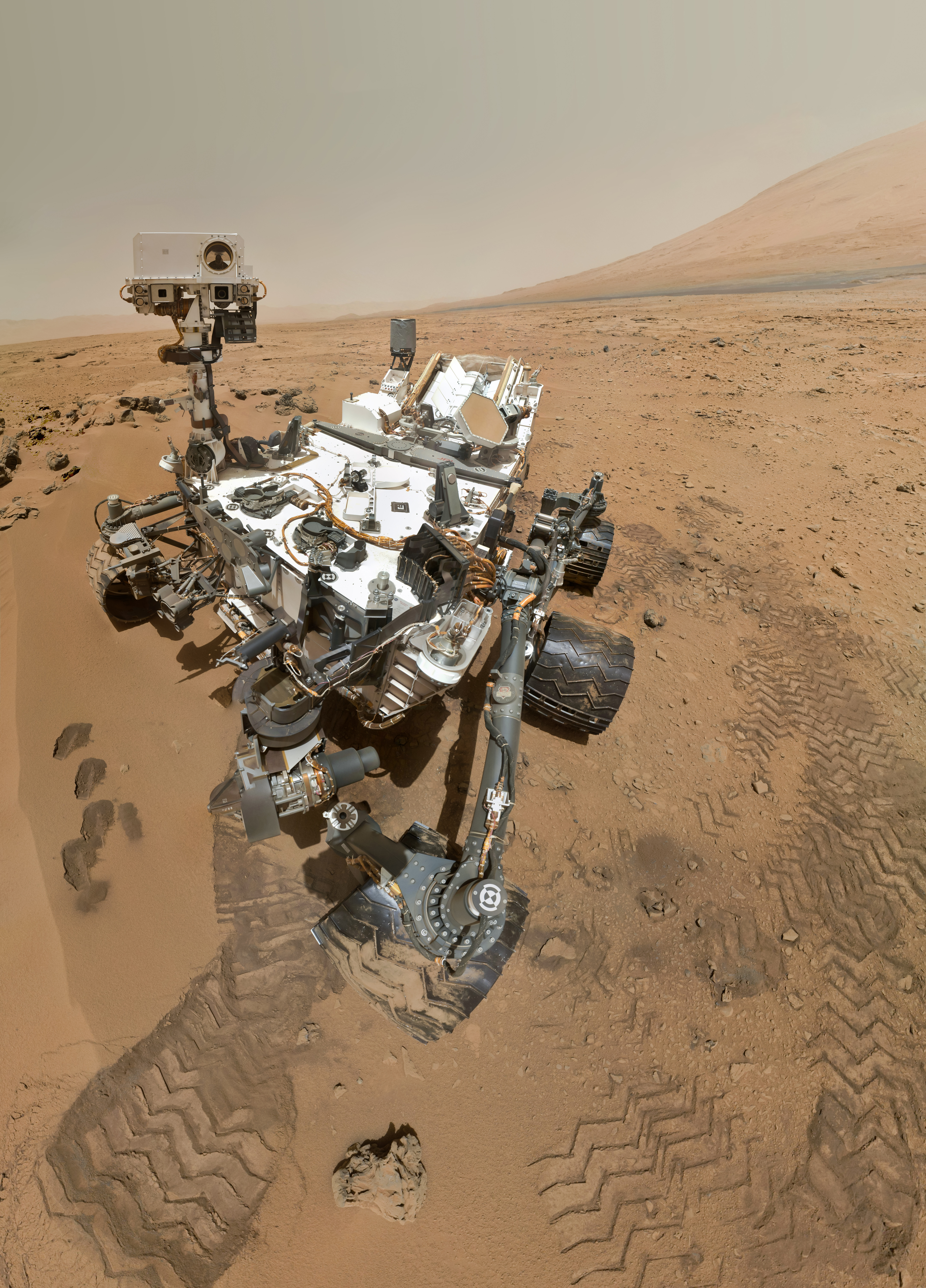
كيوريوسيتي روفر بجانب فوهة غيل 31 أكتوبر 2012.
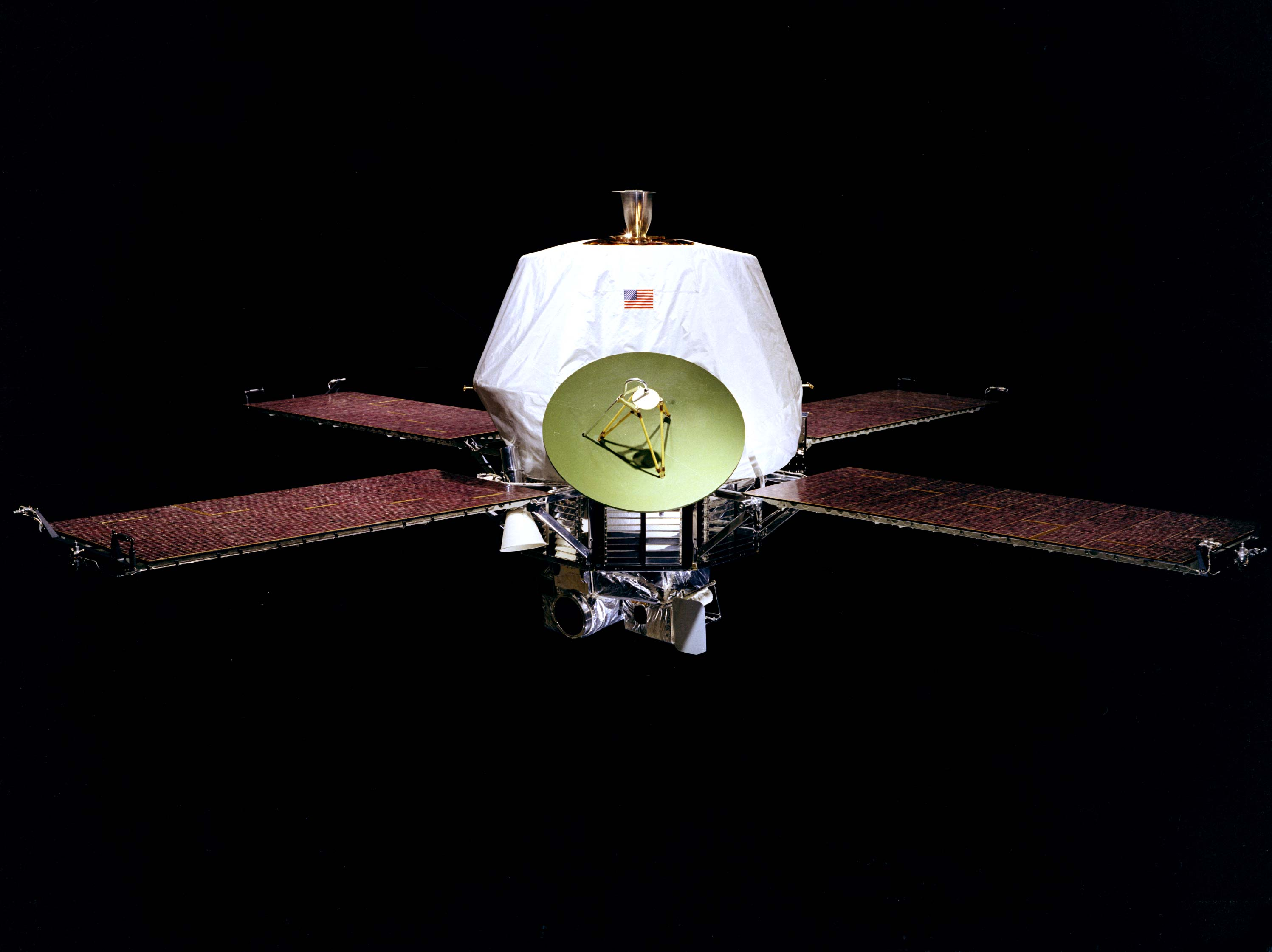
مارينر 9
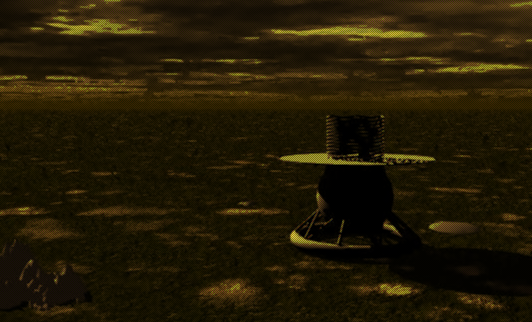
هبوط فينيرا 9 على كوكب الزهرة.
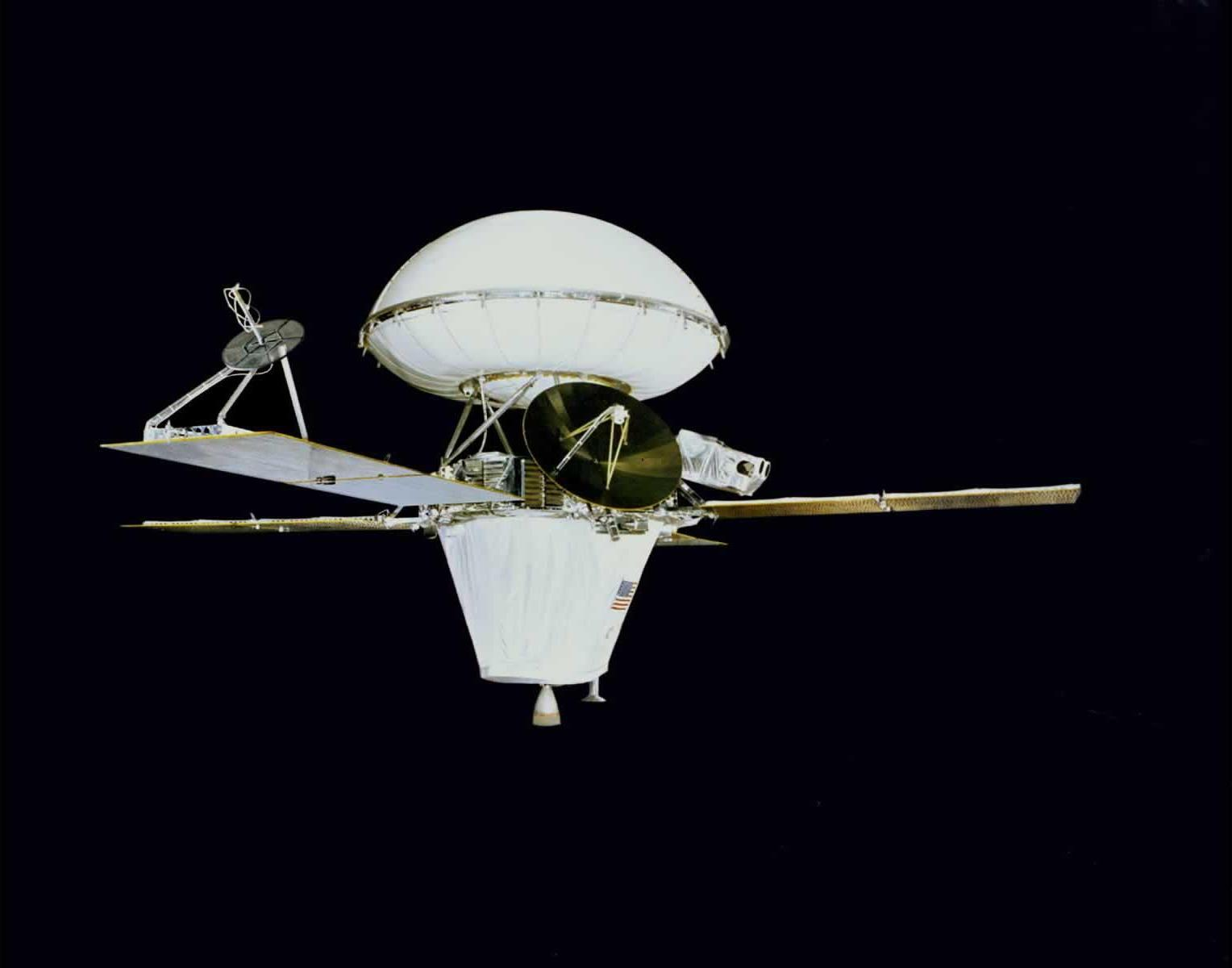
فايكينغ 1
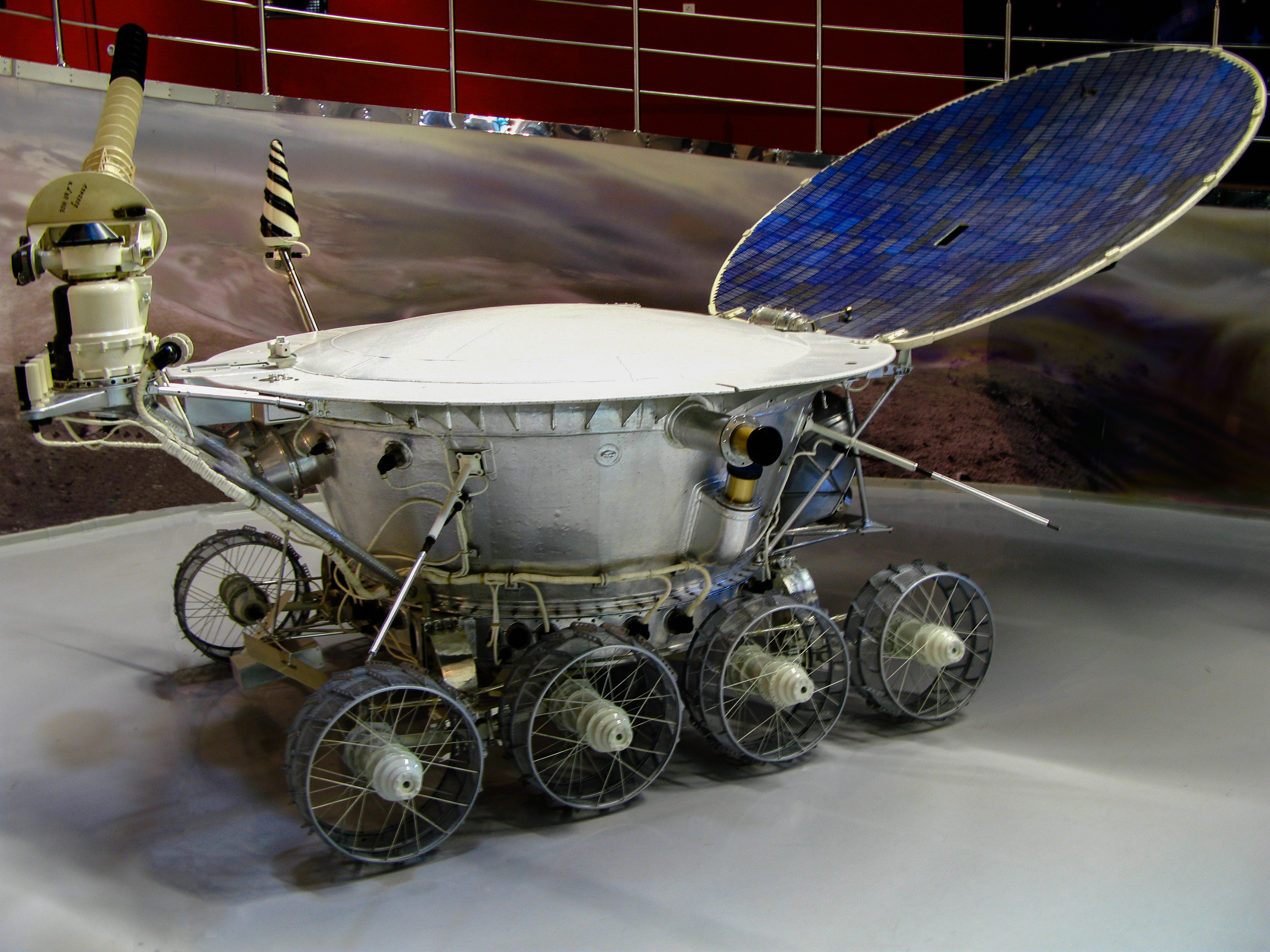
مسبار لونوخود 1 الروسي الصنع والمرسل لإستكشاف سطح القمر في عام 1970.

## الإستكشاف

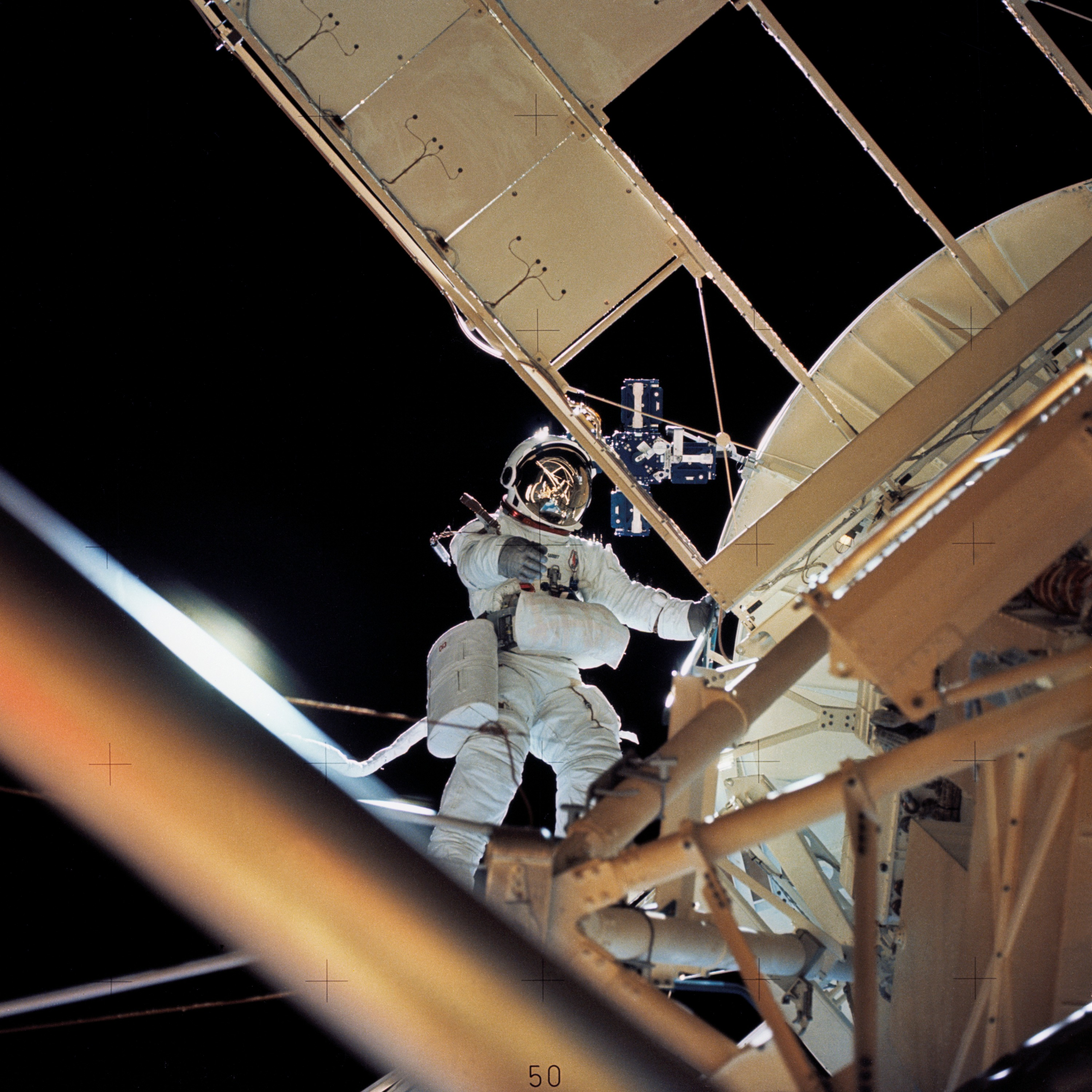
رائد الفضاء الأمريكي أوين ك. جاريوت على EVA الفضائي عام 1973

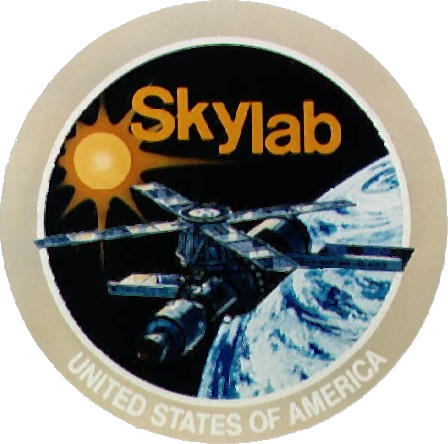
شعار سكاي لاب